# Qatar ExxonMobil Open 2019
Giải quần vợt Qatar Mở rộng 2019 (còn được biết đến với Qatar ExxonMobil Open 2019 vì lý do tài trợ) là một giải quần vợt nam thi đấu trên mặt sân cứng ngoài trời. Đây là lần thứ 27 Giải quần vợt Qatar Mở rộng, và là một phần của ATP World Tour 250 của ATP Tour 2019. Giải đấu diễn ra tại Khalifa International Tennis and Squash Complex ở Doha, Qatar, từ ngày 31 tháng 12 đến ngày 5 tháng 1.

## Nội dung đơn

### Hạt giống
| Quốc gia | Tay vợt               | Xếp hạng1 | Hạt giống |
| -------- | --------------------- | --------- | --------- |
| SRB      | Novak Djokovic        | 1         | 1         |
| AUT      | Dominic Thiem         | 8         | 2         |
| RUS      | Karen Khachanov       | 11        | 3         |
| ITA      | Marco Cecchinato      | 20        | 4         |
| GEO      | Nikoloz Basilashvili  | 21        | 5         |
| BEL      | David Goffin          | 22        | 6         |
| ESP      | Roberto Bautista Agut | 24        | 7         |
| ESP      | Fernando Verdasco     | 28        | 8         |

- 1 Bảng xếp hạng vào ngày 24 tháng 12 năm 2018.

### Vận động viên khác
Đặc cách:
- Tomáš Berdych
- Cem İlkel
- Mubarak Shannan Zayid

Vượt qua vòng loại:
- Ričardas Berankis
- Guillermo García López
- Maximilian Marterer
- Sergiy Stakhovsky

The following player received entry by a lucky loser:
- Paolo Lorenzi

### Rút lui
- Richard Gasquet → thay thế bởi  Stan Wawrinka
- Mikhail Kukushkin → thay thế bởi  Andrey Rublev
- Feliciano López → thay thế bởi  Paolo Lorenzi

## Nội dung đôi

### Hạt giống
| Quốc gia | Tay vợt        | Quốc gia | Tay vợt        | Xếp hạng1 | Hạt giống |
| -------- | -------------- | -------- | -------------- | --------- | --------- |
| AUT      | Oliver Marach  | CRO      | Mate Pavić     | 7         | 1         |
| GBR      | Jamie Murray   | BRA      | Bruno Soares   | 14        | 2         |
| CRO      | Nikola Mektić  | AUT      | Alexander Peya | 30        | 3         |
| GBR      | Dominic Inglot | CRO      | Franko Škugor  | 48        | 4         |

- 1 Bảng xếp hạng vào ngày 24 tháng 12 năm 2018.

### Vận động viên khác
Đặc cách:
- Marko Djokovic /  Novak Djokovic
- Cem İlkel /  Mubarak Shannan Zayid

## Nhà vô địch

### Đơn
- Roberto Bautista Agut đánh bại  Tomáš Berdych, 6–4, 3–6, 6–3

### Đôi
- David Goffin /  Pierre-Hugues Herbert đánh bại  Robin Haase /  Matwé Middelkoop, 5–7, 6–4, [10–4]